# Hellerau

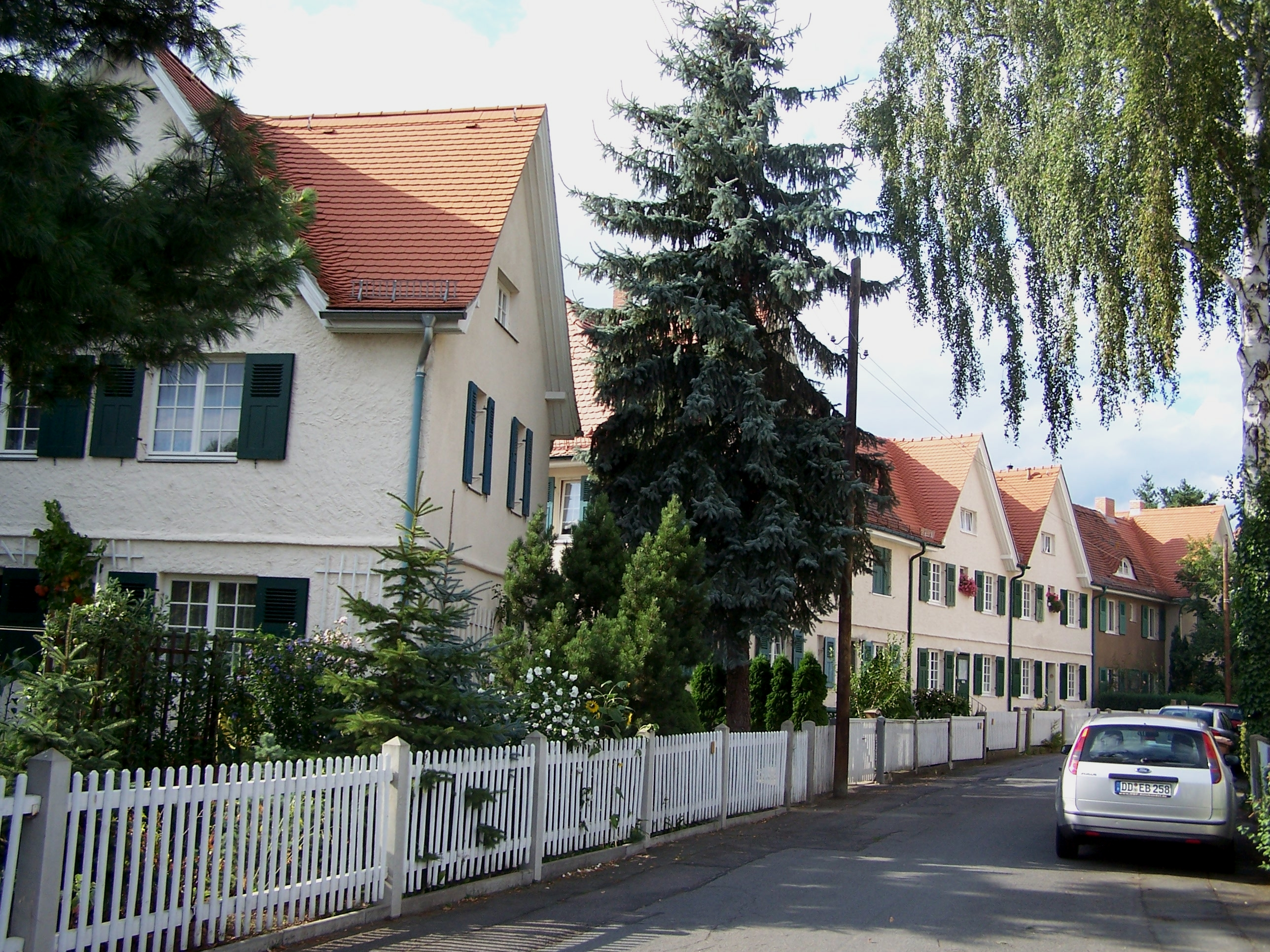
Vista das casas de Hellerau

Hellerau é uma vila (Stadtteil) na cidade de Dresden, Alemanha que foi conhecida por reunir, antes da I Grande Guerra experiências de importantes artistas. Foi a primeira cidade jardim da Alemanha. Foi fundada em 1909 sobre a ideia de se criar uma comunidade planejada para os trabalhadores de uma fábrica têxtil.
Hellerau contava com um grande teatro e um centro cultural, apoiados por vários mecenas, permitindo o encontro de pedagogos e artistas, os quais promoviam o desenvolvimento interdisciplinar das artes.
Nas casas próximas os trabalhadores alugavam suas casas, cercadas por jardins. A Escola Internacional de Hellerau contava com três sessões: uma escola alemã, a seção de eurhythmia e a outra coordenada por A. S. Neill, que fundará em 1921 a escola livre de Summerhill. O trabalho de Dalcroze sugeriu aos mecenas que ele poderia desenvolver os meios físicos para harmonizar, prover e reformar não apenas a música e as artes, mas reformar a sociedade em geral.

## Os Festivais

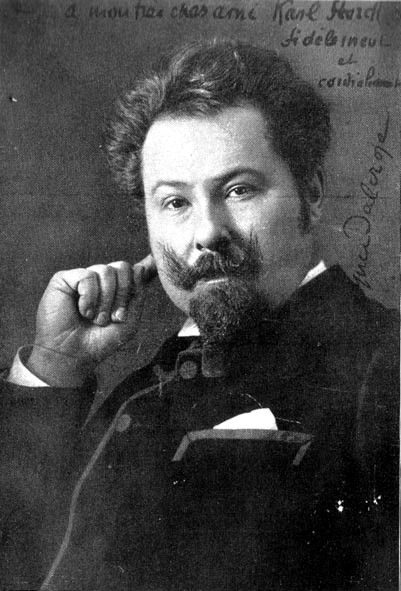
Dalcroze

Dalcroze organiza em Hellerau, com Appia, dois festivais, um em 1911 e outro em 1912-1913 -  o Appia/Dalcroze Hellerau Festspielhaus, onde os exercícios de euritmia foram conduzidos pelos dois. Estes festivais irão “alterar o subsequente desenvolvimento da arte teatral europeia”. Lá entra em contato com outros artistas e empresários da época, como o dramaturgo e poeta Paul Claudel (1868-1955), o dramaturgo e jornalista Bernard Shaw (1856-1950), o coreógrafo russo Serguei Diaghilev (1872-1929), um dos grandes diretores teatrais do século XX, Max Reinhard (1873-1943) e o bailarino e coreógrafo Nijinski (1889-1950). Desenvolve nesta vila utópica a experiência de seu instituto, que irá se encerrar com o início da primeira guerra mundial e com a morte acidental de um de seus principais financiadores. Hellerau também irá formar e influenciar nomes conhecidos no meio artístico como Mary Wigman (1886-1973), Martha Graham (1894-1990) e Rudolf Laban (1879-1958). Em 2006 começam iniciativas que visam restabelecer o trabalho de Hellerau.

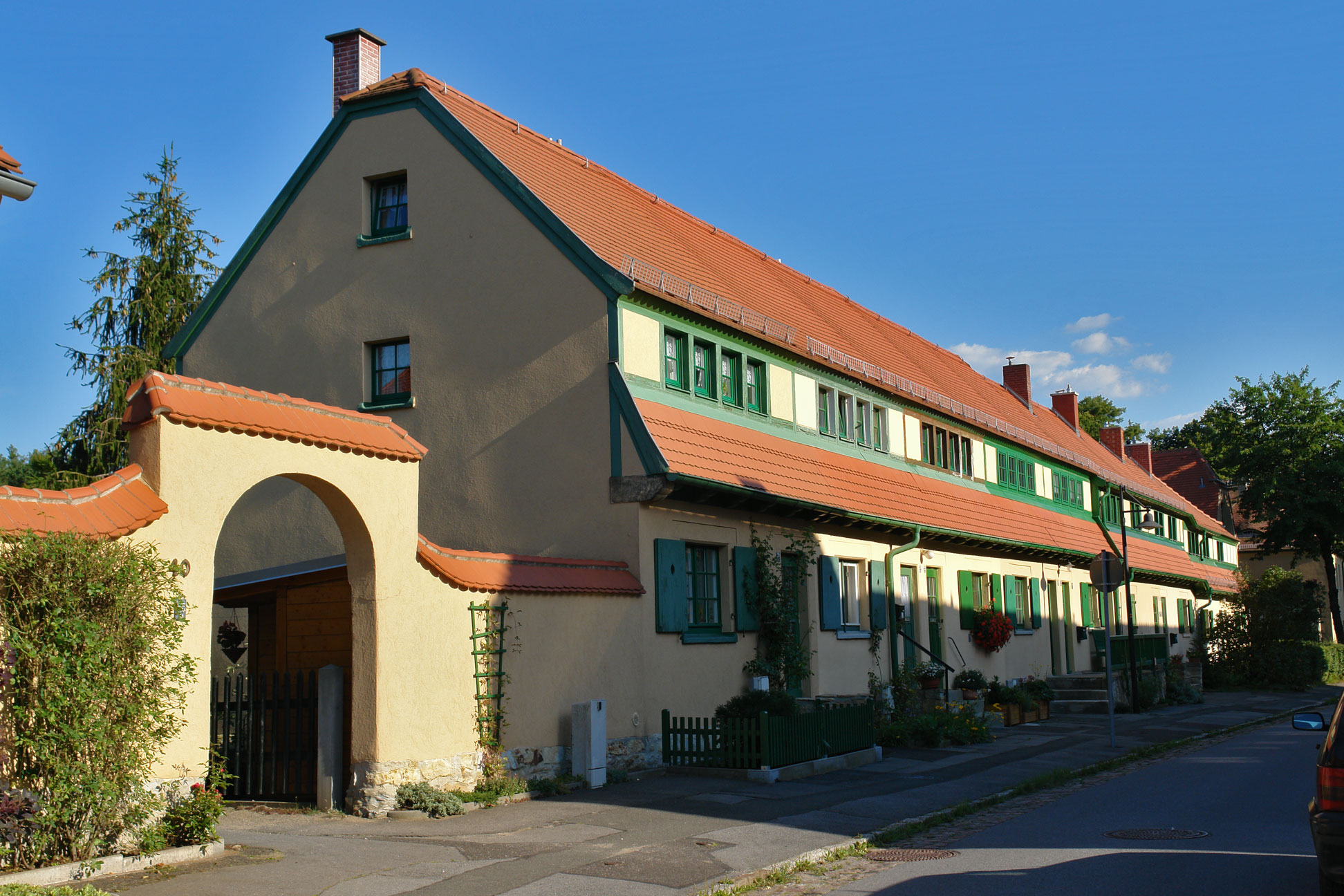
Típica casa da vila jardim de Hellerau

- Clemens Galonska, Frank Elstner: Gartenstadt Hellerau / Garden City of Hellerau. Palisander Verlag, 2007, ISBN 978-3-938305-04-1. Copiously illustrated book on Dresden-Hellerau, including a detailed account on the history of Germany's first garden city (German/English).
- site em alemão de Hellerau, com fotos
- Adriana Fernandes. Dalcroze, a Música e o Teatro. Fundamentos e práticas para o Ator compositor. Fênix Revista de História Cultural, 2010.